# Krückenskifahren

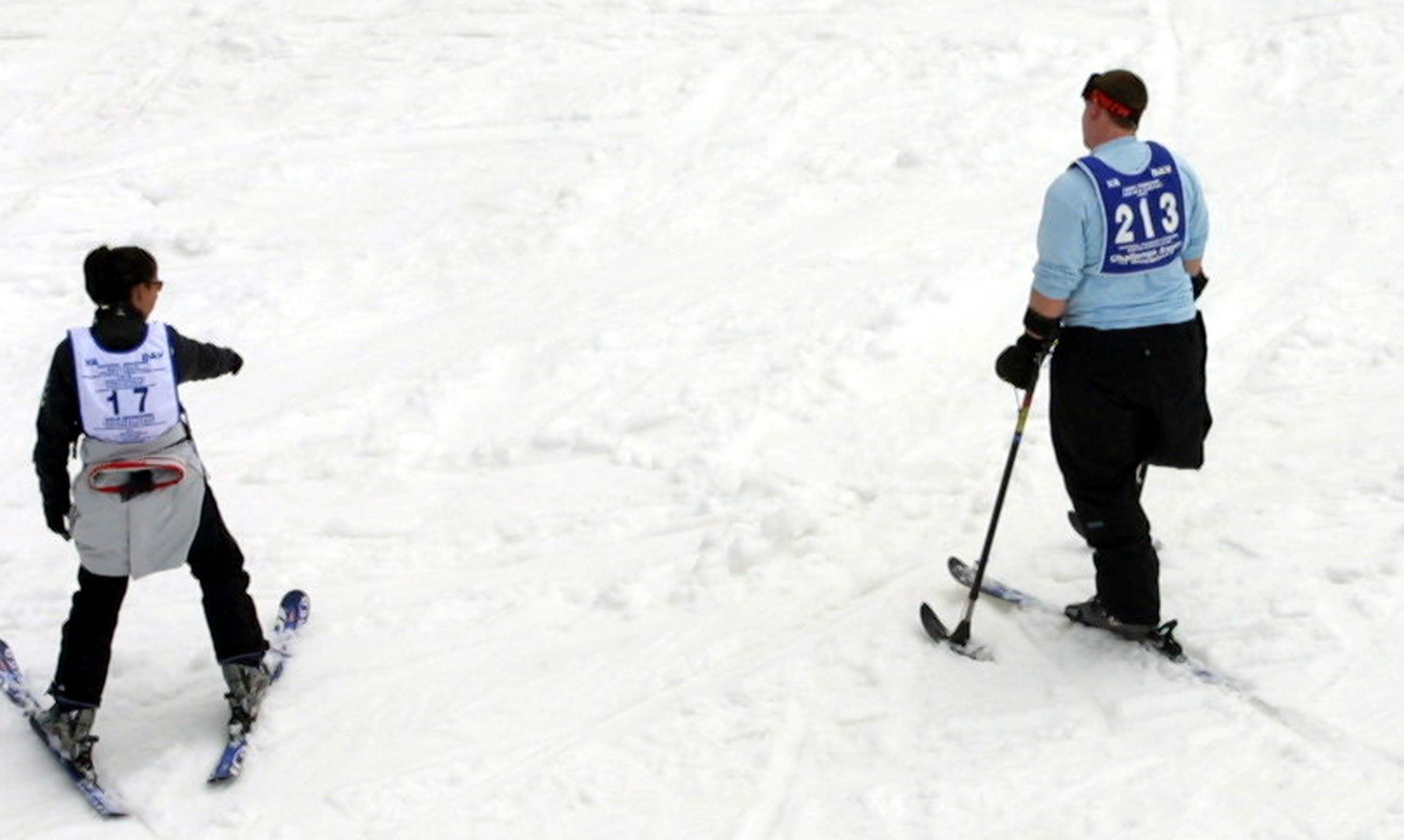
Rechts Krückenskifahrer

Krückenskifahren ist die Variante des alpinen Skilaufs für einseitig Beinamputierte, die aufgrund der Amputationshöhe nicht in der Lage sind mit einer Prothese Ski zu fahren oder das Fahren mit einem Ski bevorzugen. Krückenskifahrer verwenden statt der üblichen Skistöcke spezielle Unterarmgehstützen, die mit kleinen Skiern am unteren Ende ausgerüstet sind, wovon sich die deutsche Bezeichnung Krückenski (engl. outriggers) ableitet. Die Krückenskier dienen zur Stabilisierung beim Skifahren und zur Fortbewegung als Gehstützen außerhalb der Piste.
Monoskifahrer, Rollstuhlfahrer oder Doppeloberschenkel-Amputierte, verwenden kürzere Krückenskier zum Stabilisieren, fahren aber sitzend auf einem Monoski im Gegensatz zu Krückenskifahrern, die den Sport stehend betreiben.

## Freizeit / Breitensport
Bei modernen Krückenskiern erfolgt die Umstellung von der Gehstützenfunktion auf die Skifunktion durch einfache Bedienung eines Seilzuges. Ebenso trägt die heutige Leichtbauweise dazu bei, dass Krückenskifahren für den beinamputierten Freizeitsportler keine allzu große Hürde mehr darstellt.

## Leistungssport
Im Behindertenleistungssport, wie beispielsweise den Paralympics, fahren Krückenskifahrer in der Klasse LW2.